# Vörös csüngőlepke
A vörös csüngőlepke (Zygaena (Mesembrynus) laeta) a rovarok (Insecta) osztályába a Lepkék (Lepidoptera) rendjébe és a csüngőlepkefélék (Zygaenidae) családjába tartozó faj.

## Elterjedése
Kis-Ázsiában, a Balkán-félszigeten és Pannon-régióban (Magyarország, Szlovákia, Csehország, Ausztria) honos. Továbbá él Lengyelországban, Ukrajna déli tájain, Oroszországban (Kaszpi-mélyföld, a Volga alsó folyása), Kazahsztánban valamint Szíriában és Libanonban is.
Száraz gyepek, legelők, homoki gyepek, homokbuckások, sziklafüves lejtők lakója. Törökországban – a hegyvidékeken – 1800 méterig is felnyomul.  

## Megjelenése
Elülső szárny hossza 11–14 milliméter. A gallér, a vállfedő és a potroh 3–5. gyűrűje vörös. Az elülső szárny vörös foltrendszere a belső és küldő szegély kivételével szinte a teljes szárnyfelületet elfoglalja, a középtérben és az elülső szegélyen 1–1 fekete folttal.

## Életmódja
Repülési idő; VII–VIII. A thermophil imágók általában a tápnövény és a Scabiosa ochroleuca virágzatában táplálkoznak.

## Veszélyeztetettség, védelem
Magyarországon korábbi élőhelyeiről (pl. Mecsek, Somogy, Budapest környéke) az elmúlt 50 évben eltűnt. Újabb fertőrákosi példányokról nincsenek ismeretek, kipusztulása valószínűsíthető. A jellegzetes homoki habitatokban (Duna–Tisza köze) a fenyők és akác-telepítések miatt a helyi populációk fennmaradása bizonytalan.

## Külső hivatkozás
- Képek az interneten a fajról